# Zastrzalinowate
Zastrzalinowate (Podocarpaceae) – rodzina drzew nagonasiennych występujących przeważnie na półkuli południowej, z największym zróżnicowaniem na obszarze od Nowej Zelandii po południowo-wschodnią Azję. W obrębie rodziny wyróżnia się od 17 do 20 rodzajów z ok. 150–173 gatunkami. Do rodziny należą wiecznie zielone drzewa i krzewy o liściach szpilkowych, ale też i z blaszką płaską, równowąską lub lancetowatą. Wiele gatunków odgrywa istotną rolę gospodarczą – jako źródło drewna. Gatunki krzewiaste występują często w górach tworząc formacje zaroślowe. Wszystkie części tych roślin są trujące dla ludzi i nawet silna ekspozycja na ich pyłek może powodować zatrucie o symptomach przypominających efekty uboczne chemioterapii. Wyjątkiem jest jadalny olej pozyskiwany z nasion Nageia nagi.
Szczególnym przedstawicielem tej rodziny ze względu na biologię jest gatunek Parasitaxus ustus. Jest on jedynym pasożytniczym gatunkiem iglastym. Rośnie w Nowej Kaledonii, gdzie pasożytuje na innym przedstawicielu rodziny zastrzalinowatych — Falcatifolium taxoides. Na tej samej wyspie występuje Retrophyllum minus, który z kolei jest jedynym gatunkiem iglastym rosnącym w wodach płynących. 
Ze względu na odrębność rodzaj kokietnik (Phyllocladus) bywa wyodrębniany w osobną rodzinę Phyllocladaceae.
Skamieniałości odkryte w Jordanii dowodzą istnienia przedstawicieli tej rodziny już w późnym permie. Lasy tworzone przez zastrzalinowate pokrywały rozległe obszary Gondwany, w tym także współczesną Antarktydę.

## Rozmieszczenie geograficzne
Rodzina ta jest klasycznym przykładem flory antarktycznej, z największą koncentracją jej przedstawicieli w krainie australijskiej, szczególnie w Nowej Kaledonii, Nowej Zelandii i na Tasmanii, a w nieco mniejszym stopniu na Malezji i w Ameryce Południowej (zwłaszcza w Andach). Kilka rodzajów przekracza równik i dociera aż do Indochin i Filipin. Północna granica zasięgu występowania rodzaju zastrzalin (Podocarpus) obejmuje południową Japonię i południowe Chiny w Azji oraz Meksyk w Ameryce, a nierozwidni (Nageia) – południowe Chiny i południowe Indie. Dwa rodzaje występują również w Afryce subsaharyjskiej – szeroko rozprzestrzeniony Podocarpus oraz endemiczny Afrocarpus.

## Morfologia

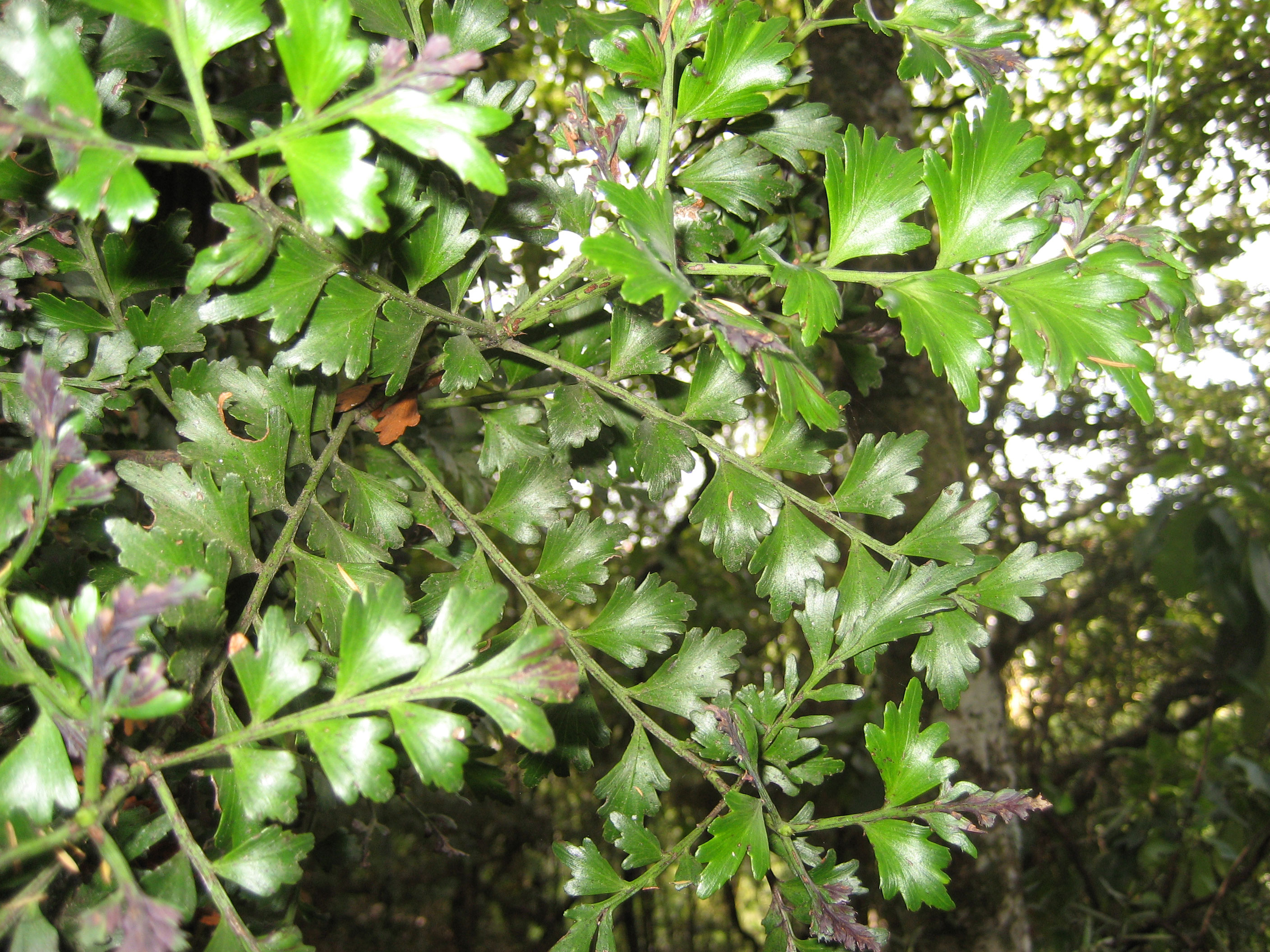
Phyllocladus trichomanoides

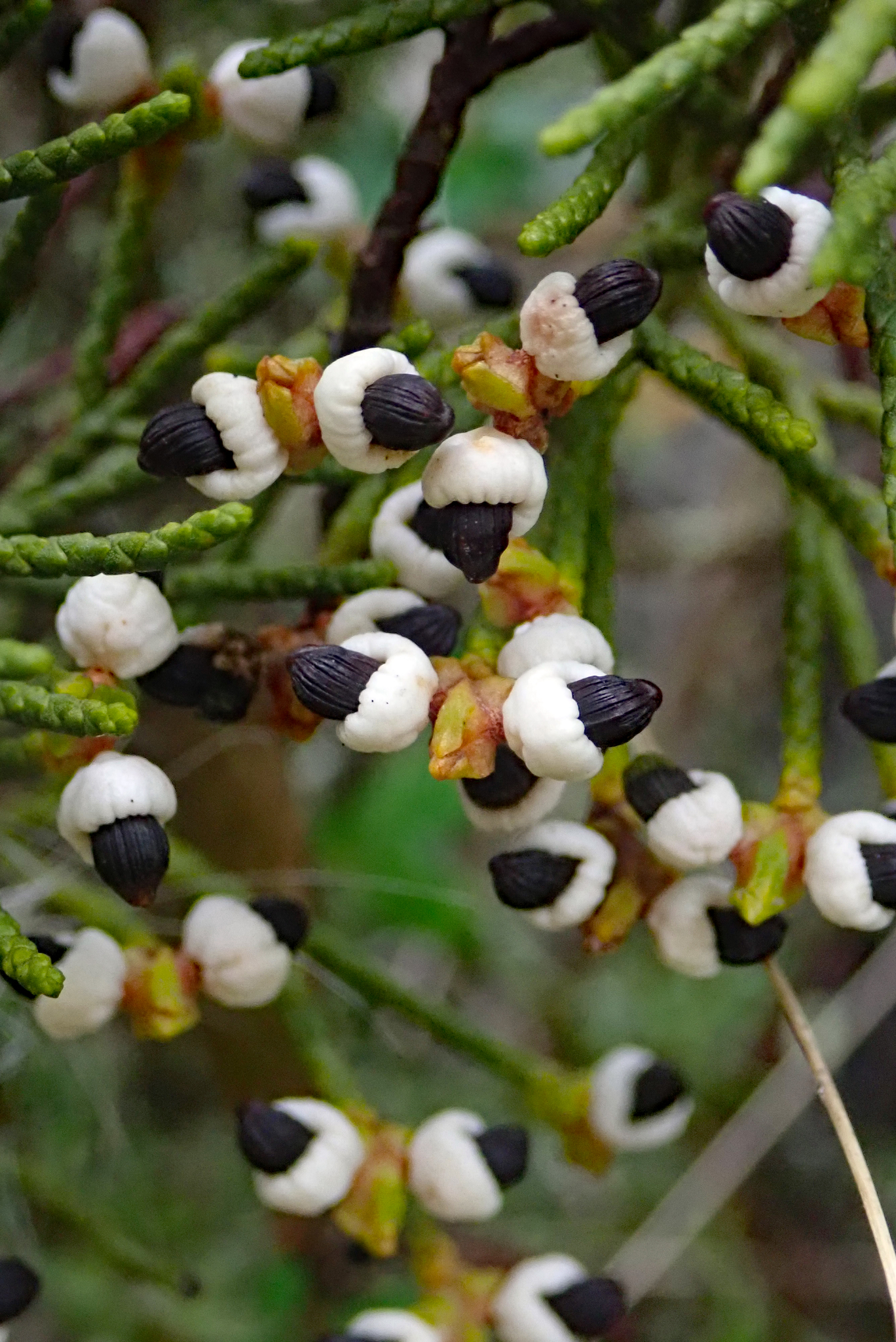
Nasiona Halocarpus bidwillii

PokrójKrzewy i drzewa o bardzo zróżnicowanych rozmiarach – od niewielkich, płożących po ogromne drzewa.
LiścieSą bardzo zróżnicowane – występują tu liście o blaszce płaskiej, lancetowatej po łuskowate. Wyrastają osadzone na pędzie spiralnie lub w dwóch rzędach. W przypadku rodzaju kokietnik Phyllocladus właściwe, łuskowate liście szybko opadają i funkcje asymilacyjną pełnią spłaszczone, liściopodobne odcinki pędów – gałęziaki.
Organy generatywneStrobile mają postać kłosów. Dojrzewające nasiono otaczane jest w różnym stopniu mięsistą osnówką, tak że przypomina jagodę, zwłaszcza że często jest ona żywo zabarwiona. U niektórych gatunków nasiono jest w całości otaczane przez osnówkę, u innych częściowo lub znajduje się na jej szczycie, a czasem nasiono wsparte jest mięśniejącą i barwną szypułką.

## Systematyka

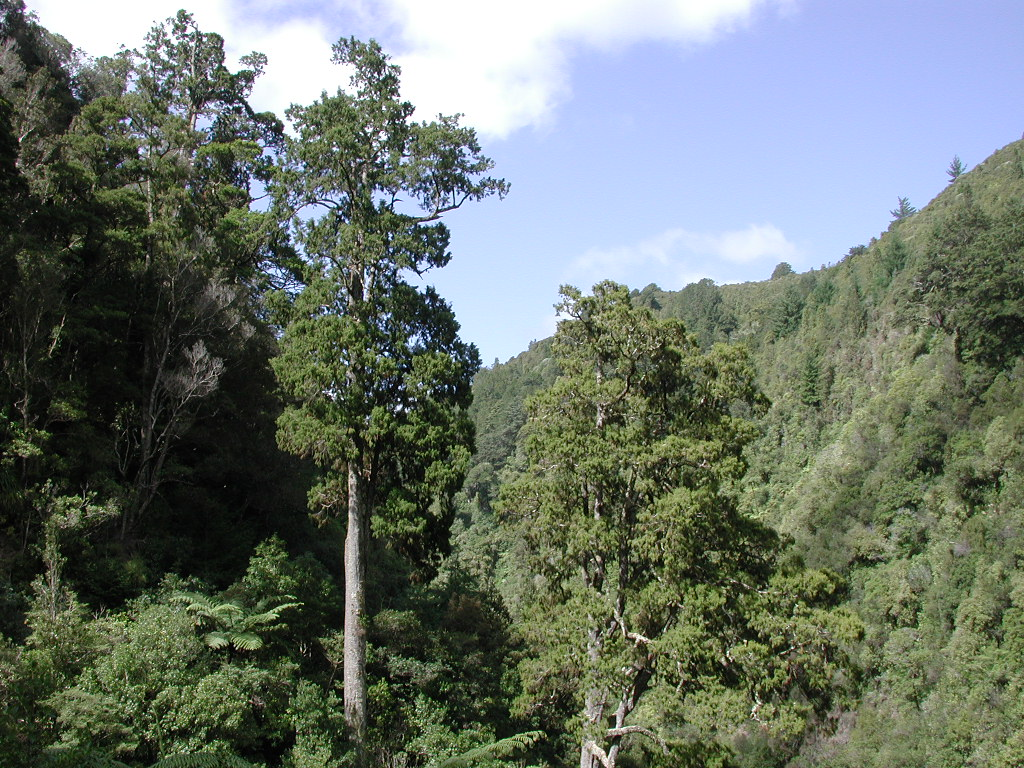
Dacrydium cupressinum

Rodzina wraz z araukariowatymi (Araucariaceae) łączona jest w rząd araukariowców (Araucariales Gorozh., Lekts. Morf. Sist. Archegon.: 72 (1904)). Rząd ten łączony jest w jednym taksonie (podklasa Pinidae) wraz z sosnowcami (Pinales) i cyprysowcami (Cupressales). W innych ujęciach cała ta grupa opisywana jest jako rząd sosnowców (Pinales). Systematycy zgodnie przedstawiają w każdym razie araukariowate jako grupę siostrzaną zastrzalinowatych (w szerokim ich ujęciu). W obrębie samej rodziny wyodrębniany bywa rodzaj kokietnik (Phyllocladus) w osobną rodzinę Phyllocladaceae Bessey 1907. Genowe analizy filogenetyczne nie dają jednoznacznych wyników, zdaniem niektórych badaczy potwierdzają siostrzaną pozycję tego rodzaju w stosunku do innych zastrzalinowatych, według innych rodzaj ten zagnieżdżony jest w obrębie zastrzalinowatych.   
Powiązania filogenetyczne rodziny w obrębie nagonasiennych
| araukariowce | \| \| araukariowate Araucariaceae \| \| \| \| \| \| zastrzalinowate Podocarpaceae \| \| \| \| |
|              | \| \| araukariowate Araucariaceae \| \| \| \| \| \| zastrzalinowate Podocarpaceae \| \| \| \| |
|              | cyprysowce Cupressales                                                                        |
|              |                                                                                               |
|              | araukariowate Araucariaceae                                                                   |
|              |                                                                                               |
|              | zastrzalinowate Podocarpaceae                                                                 |
|              |                                                                                               |

|  | araukariowate Araucariaceae   |
|  |                               |
|  | zastrzalinowate Podocarpaceae |
|  |                               |

| araukariowce | \| \| araukariowate Araucariaceae \| \| \| \| \| \| zastrzalinowate Podocarpaceae \| \| \| \| |
|              | \| \| araukariowate Araucariaceae \| \| \| \| \| \| zastrzalinowate Podocarpaceae \| \| \| \| |
|              | cyprysowce Cupressales                                                                        |
|              |                                                                                               |
|              | araukariowate Araucariaceae                                                                   |
|              |                                                                                               |
|              | zastrzalinowate Podocarpaceae                                                                 |
|              |                                                                                               |

|  | araukariowate Araucariaceae   |
|  |                               |
|  | zastrzalinowate Podocarpaceae |
|  |                               |

| araukariowce | \| \| araukariowate Araucariaceae \| \| \| \| \| \| zastrzalinowate Podocarpaceae \| \| \| \| |
|              | \| \| araukariowate Araucariaceae \| \| \| \| \| \| zastrzalinowate Podocarpaceae \| \| \| \| |
|              | cyprysowce Cupressales                                                                        |
|              |                                                                                               |
|              | araukariowate Araucariaceae                                                                   |
|              |                                                                                               |
|              | zastrzalinowate Podocarpaceae                                                                 |
|              |                                                                                               |

|  | araukariowate Araucariaceae   |
|  |                               |
|  | zastrzalinowate Podocarpaceae |
|  |                               |

| araukariowce | \| \| araukariowate Araucariaceae \| \| \| \| \| \| zastrzalinowate Podocarpaceae \| \| \| \| |
|              | \| \| araukariowate Araucariaceae \| \| \| \| \| \| zastrzalinowate Podocarpaceae \| \| \| \| |
|              | cyprysowce Cupressales                                                                        |
|              |                                                                                               |
|              | araukariowate Araucariaceae                                                                   |
|              |                                                                                               |
|              | zastrzalinowate Podocarpaceae                                                                 |
|              |                                                                                               |

|  | araukariowate Araucariaceae   |
|  |                               |
|  | zastrzalinowate Podocarpaceae |
|  |                               |

| araukariowce | \| \| araukariowate Araucariaceae \| \| \| \| \| \| zastrzalinowate Podocarpaceae \| \| \| \| |
|              | \| \| araukariowate Araucariaceae \| \| \| \| \| \| zastrzalinowate Podocarpaceae \| \| \| \| |
|              | cyprysowce Cupressales                                                                        |
|              |                                                                                               |
|              | araukariowate Araucariaceae                                                                   |
|              |                                                                                               |
|              | zastrzalinowate Podocarpaceae                                                                 |
|              |                                                                                               |

|  | araukariowate Araucariaceae   |
|  |                               |
|  | zastrzalinowate Podocarpaceae |
|  |                               |

| araukariowce | \| \| araukariowate Araucariaceae \| \| \| \| \| \| zastrzalinowate Podocarpaceae \| \| \| \| |
|              | \| \| araukariowate Araucariaceae \| \| \| \| \| \| zastrzalinowate Podocarpaceae \| \| \| \| |
|              | cyprysowce Cupressales                                                                        |
|              |                                                                                               |
|              | araukariowate Araucariaceae                                                                   |
|              |                                                                                               |
|              | zastrzalinowate Podocarpaceae                                                                 |
|              |                                                                                               |

|  | araukariowate Araucariaceae   |
|  |                               |
|  | zastrzalinowate Podocarpaceae |
|  |                               |

| araukariowce | \| \| araukariowate Araucariaceae \| \| \| \| \| \| zastrzalinowate Podocarpaceae \| \| \| \| |
|              | \| \| araukariowate Araucariaceae \| \| \| \| \| \| zastrzalinowate Podocarpaceae \| \| \| \| |
|              | cyprysowce Cupressales                                                                        |
|              |                                                                                               |
|              | araukariowate Araucariaceae                                                                   |
|              |                                                                                               |
|              | zastrzalinowate Podocarpaceae                                                                 |
|              |                                                                                               |

|  | araukariowate Araucariaceae   |
|  |                               |
|  | zastrzalinowate Podocarpaceae |
|  |                               |

| araukariowce | \| \| araukariowate Araucariaceae \| \| \| \| \| \| zastrzalinowate Podocarpaceae \| \| \| \| |
|              | \| \| araukariowate Araucariaceae \| \| \| \| \| \| zastrzalinowate Podocarpaceae \| \| \| \| |
|              | cyprysowce Cupressales                                                                        |
|              |                                                                                               |
|              | araukariowate Araucariaceae                                                                   |
|              |                                                                                               |
|              | zastrzalinowate Podocarpaceae                                                                 |
|              |                                                                                               |

|  | araukariowate Araucariaceae   |
|  |                               |
|  | zastrzalinowate Podocarpaceae |
|  |                               |

Wykaz rodzajów
W obrębie rodziny wyróżnia się różną liczbę rodzajów. Wynika to z różnego ujmowania rangi niektórych taksonów, przez jednych systematyków wyodrębnianych do rangi rodzaju, przez innych klasyfikowanych w obrębie już wyróżnionych rodzajów (głównie dotyczy to rodzaju Dacrydium i Podocarpus).  
- Acmopyle Pilg.
- Afrocarpus (J. Buchholz & N. E. Gray) C. N. Page
- Dacrycarpus (Endl.) de Laub.
- Dacrydium Sol. ex Lamb. – obłuszyn, łzawnik[16]
- Falcatifolium de Laub.
- Halocarpus Quinn
- Lagarostrobos Quinn
- Lepidothamnus Phil.
- Microcachrys Hook. f.
- Manoao Molloy[17][18]
- Nageia Gaertn. – nierozwidnia[16]
- Parasitaxus de Laub.
- Pherosphaera Archer
- Phyllocladus Rich. & Mirb. – kokietnik
- Podocarpus L’Hér. ex Pers. – zastrzalin
- Prumnopitys Phil.
- Retrophyllum C. N. Page
- Saxegothaea Lindl.